# Prémios Darwin
Prêmios Darwin (do inglês Darwin Awards) são uma honraria irônica, atribuída àqueles que cometem erros tidos como estúpidos e que levam à própria morte ou esterilização e à subsequente incapacidade de legar a seus descendentes suas características, dessa forma "contribuindo" para a melhoria do pool genético da humanidade e para a diminuição da estupidez. O nome do prêmio deriva do biólogo e naturalista britânico Charles Darwin, que popularizou a Teoria da Evolução. Os Prêmios Darwin começaram a ser atribuídos em 1991, muito embora já houvesse casos que preencheriam seus critérios e requisitos anteriormente. O caso mais antigo remonta a 1874, quando o aluno de uma universidade fantasiou-se de vampiro para uma festa e, para fingir que havia sido caçado, tentou prender uma estaca de madeira na camisa e acabou atravessando-a no peito.

## História
Tudo começou com a circulação de e-mails e discussões no grupo Usenet. Os primeiros registros dos Prêmios Darwin apareceram em 1985, relatando uma morte absurda relacionada com uma máquina de escrever.
Mais tarde, a partir de 1991 começaram a surgir mails autorizados intitulados "prêmios Darwin 1991", mas variando com o ano. Também apareceram vários sites relacionados com o tema. O mais conhecido é o "darwinawards.com" dirigido por Wendy Northcutt, escritora também de vários livros sobre os prêmios Darwin.

## Requisitos
Wendy Northcutt, autora de livros que exploram o fenômeno virtual dos Prêmios Darwin, estabeleceu 5 parâmetros que devem ser observados para que um indivíduo mereça um Prêmio Darwin:
- Incapacidade de gerar descendência: através da própria morte ou esterilização.
- Excelência: errar de forma estúpida e sensacional. Péssimo uso da lógica e da razão.
- Auto-seleção: o indivíduo deve causar o desastre sozinho, com mérito incondicionalmente próprio; ou seja, o indivíduo não pode ter a própria morte ou esterilização causadas pela estupidez de um terceiro, e tampouco causá-las a qualquer transeunte que poderia contribuir de maneira positiva com a humanidade.
- Maturidade: O indivíduo deve ser considerado alguém com pleno uso das faculdades racionais e motoras, estar sóbrio e realizar o ato de livre e espontânea vontade.
- Veracidade: O evento precisa ser verificável e comprovável. Excluem-se, portanto, as lendas urbanas.

## Ganhadores
O padre brasileiro Adelir Antônio de Carli ficou famoso internacionalmente depois de vencer o Prémio Darwin de 2008.

## Ver tambem
- Campeões do Prêmio Darwin em 2020